# Авіаполіс
Авіаполіс (фін. Aviapolis) — брендовий район для бізнесу, роздрібної торгівлі, розваг і житла в центрі Вантаа, Фінляндія, який охоплює приблизно 40 км², містить головний авіаційний вузол і аеропорт Фінляндії, аеропорт Гельсінкі.
Цей термін офіційно використовується як назва одного з головних регіонів Вантаа, що охоплює райони Лентокенття, Паккала, Таммісто, Веромієс, Віїніккала та Ілясте

## Бізнес
На початок ХХІ сторіччя Авіаполіс вважається найпопулярнішим бізнес-сайтом у Великому Гельсінкі, випереджаючи навіть центр міста Гельсінкі. 

В Авіаполісі вже розташовані бізнес-зони, зокрема технопарк «Technopolis», «Airport Plaza Business Park Oy» та «WTC Helsinki Airport».

## Транспорт
З аеропорту Гельсінкі можна дістатися до багатьох країн ЄС та до багатьох країн Азії. 

Кільцева дорога Ring III, що проходить через район Авіаполіс, сполучає його з усіма основними магістралями, що входять до столичного регіону Гельсінкі та виходять із нього. 
Кілька автобусних маршрутів сполучають аеропорт як з багатьма фінськими містами, так і з багатьма передмістями Гельсінкі, Еспоо та Вантаа.
Авіаполіс і аеропорт сполучені кільцевою залізницею з головною залізничною лінією, центром Гельсінкі та передмістями західної та східної Вантаа. 
Лінія була відкрита у липні 2015 року з двома станціями в районі: залізнична станція Авіаполіс та залізнична станція Аеропорт.

## Роздрібна торгівля
У Central Aviapolis знаходиться торговий центр Jumbo Shopping Center, який є четвертим за величиною торговим центром Фінляндії, з прилеглим до нього розважальним центром Flamingo, який почав працювати у 2008 році.

## Житло

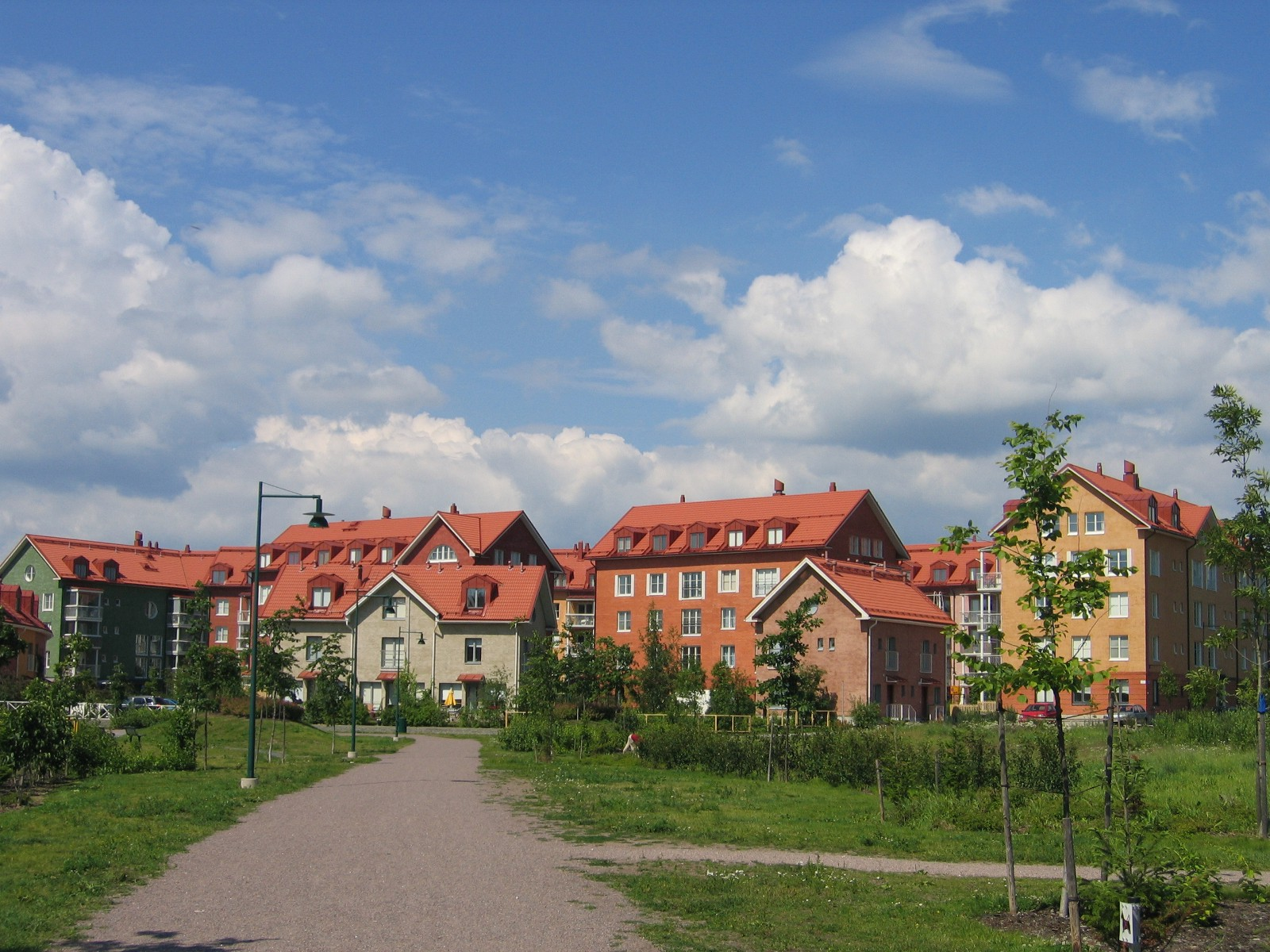
Картанонкоскі

Район Авіаполіс  містить, житловий район Картанонкоскі, розташований у Паккалі, де розташована Міжнародна школа Вантаа.